# North American F-82 Twin Mustang
Chiếc North American F-82 Twin Mustang là kiểu máy bay tiêm kích động cơ cánh quạt Hoa Kỳ cuối cùng được đặt hàng sản xuất bởi Không quân Hoa Kỳ. Dựa trên chiếc P-51 Mustang, F-82 ban đầu được thiết kế như là một kiểu máy bay tiêm kích hộ tống tầm xa phục vụ cho Thế Chiến II, vai trò sau chiến tranh của nó được chuyển sang máy bay tiêm kích bay đêm. Những chiếc F-82 trang bị radar được Bộ chỉ huy Không quân Phòng không sử dụng rộng rãi thay thế cho kiểu máy bay tiêm kích bay đêm P-61 Black Widow. Trong Chiến tranh Triều Tiên, F-82 thuộc Không quân Mỹ cất cánh từ những căn cứ tại Nhật Bản tham gia các hoạt động tại Triều Tiên. Ba chiếc máy bay đầu tiên của Bắc Triều Tiên bị lực lượng Mỹ bắn rơi là do bởi những chiếc F-82.

## Thiết kế và phát triển
Ban đầu được dự định như là một máy bay tiêm kích hộ tống tầm xa, chiếc F-82 được thiết kế để hộ tống những chiếc máy bay ném bom hạng nặng B-29 trong những phi vụ tầm xa trên Nhật Bản, trong cuộc tấn công được dự định của Mỹ vào các đảo chính quốc Nhật Bản mà thực tế đã không cần đến. Nó bao gồm một thiết kế thân đôi, giống như kiểu máy bay thử nghiệm Messerschmitt Bf 109Z "Zwilling" của Đức. Mặc dù dựa trên chiếc P-51H Mustang, thực ra nó là một thiết kế hoàn toàn mới với hai khung thân máy bay P-51H Mustang được kéo dài gắn trên một cánh giữa, đuôi và bộ cánh quạt thiết kế hoàn toàn mới, cũng như một bộ càng đáp gồm bốn bánh độc đáo. Những chiếc nguyên mẫu YP-82, P-82B và P-82E giữ lại bộ điều khiển kép trên cả hai buồng lái để cả hai phi công đều có thể điều khiển máy bay, thay phiên nhau điều khiển máy bay trong những phi vụ kéo dài. Những phiên bản tiêm kích bay đêm sau này chỉ giữ lại bộ điều khiển phía buồng lái bên trái, và đặt người điều khiển radar ở vị trí bên phải.
Mặc dù một số khung máy bay P-82B đã được hoàn tất trước khi Thế Chiến II kết thúc, đa số chúng nằm tại xưởng của North American ở California chờ đợi động cơ cho đến tận năm 1946. Kết quả là không có chiếc nào tham gia hoạt động trong chiến tranh.
Giống như chiếc P-51 Mustang, hai chiếc nguyên mẫu YP-82 đầu tiên cũng như 20 chiếc P-82B tiếp theo được trang bị động cơ Rolls-Royce Merlin của Anh. Nó cung cấp tầm bay và tính năng bay rất tốt cho kiểu máy bay này, nhưng những áp lực chính trị đã buộc North American phải chuyển việc sản xuất phiên bản tiếp theo P-82C và các kiểu sau đó sang sử dụng kiểu động cơ Allison V-1710-100 yếu kém hơn. P-82 gắn động cơ Allison có tốc độ tối đa thấp hơn và tính năng bay kém hơn ở tầm cao so với những phiên bản trước đó gắn động cơ Merlin. Những chiếc P-82B đời đầu được dùng làm máy bay huấn luyện, trong khi phiên bản "C" và mới hơn được dùng làm máy bay tiêm kích.

## Lịch sử hoạt động

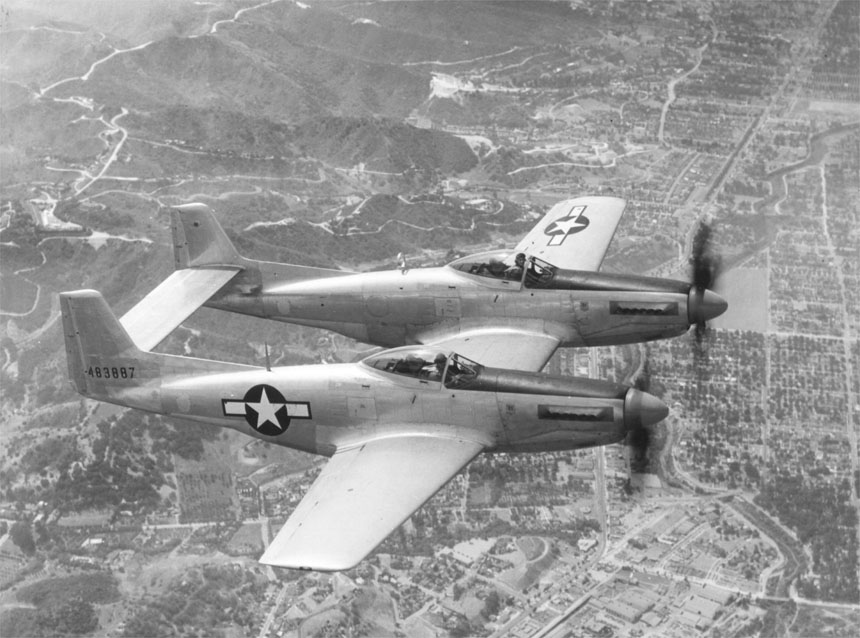
Chiếc nguyên mẫu North American XP-82 Twin Mustang thứ hai (số hiệu 44-83887) đang được bay thử nghiệm tại Căn cứ Không lực Muroc, California.

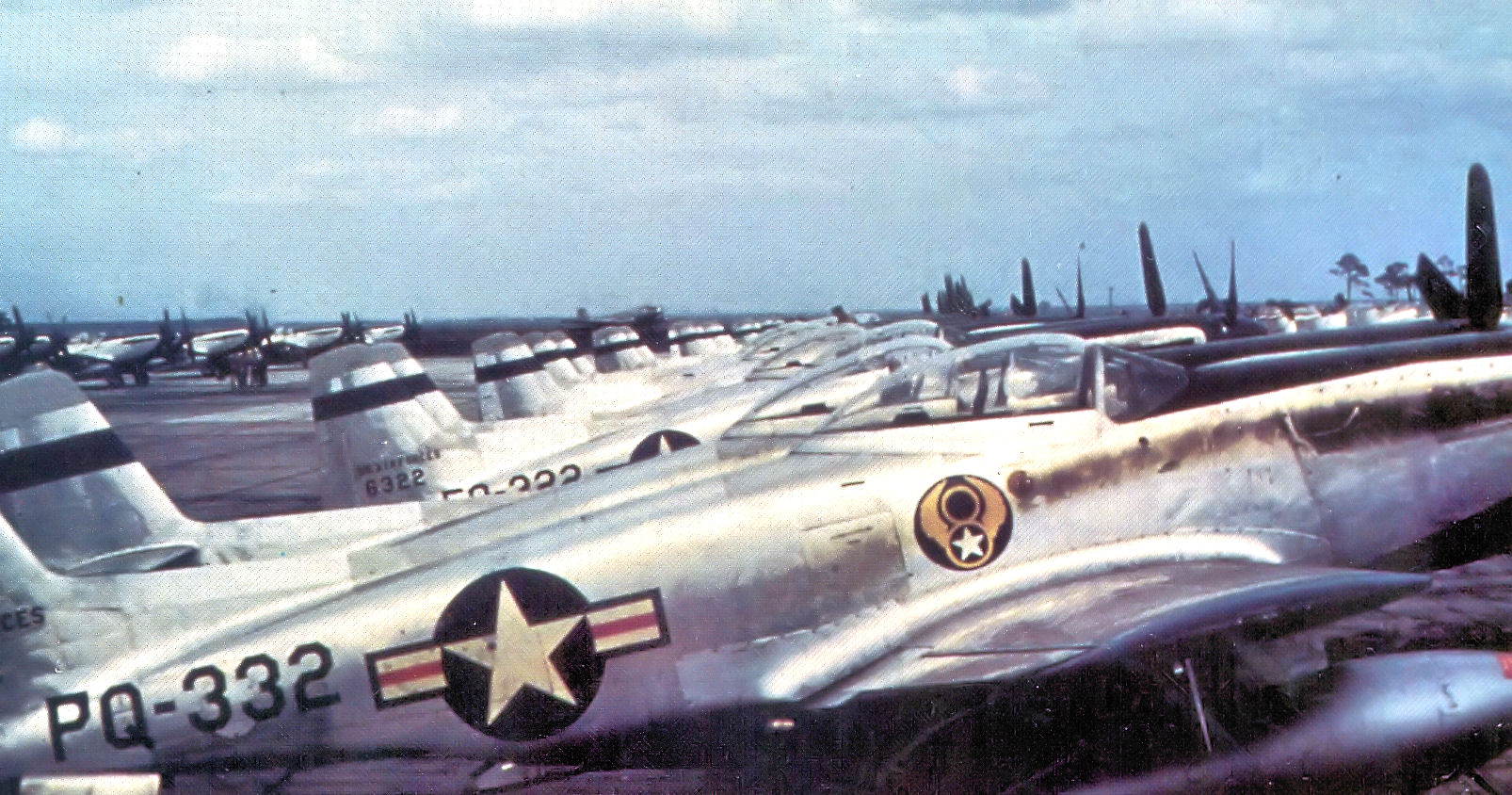
Những chiếc North American F-82E "Twin Mustang" thuộc Không lực 8 Bộ chỉ huy Không quân Chiến lược, Phi đoàn Tiêm kích 27 tại Căn cứ Không lực Kearney, Nebraska, năm 1948.

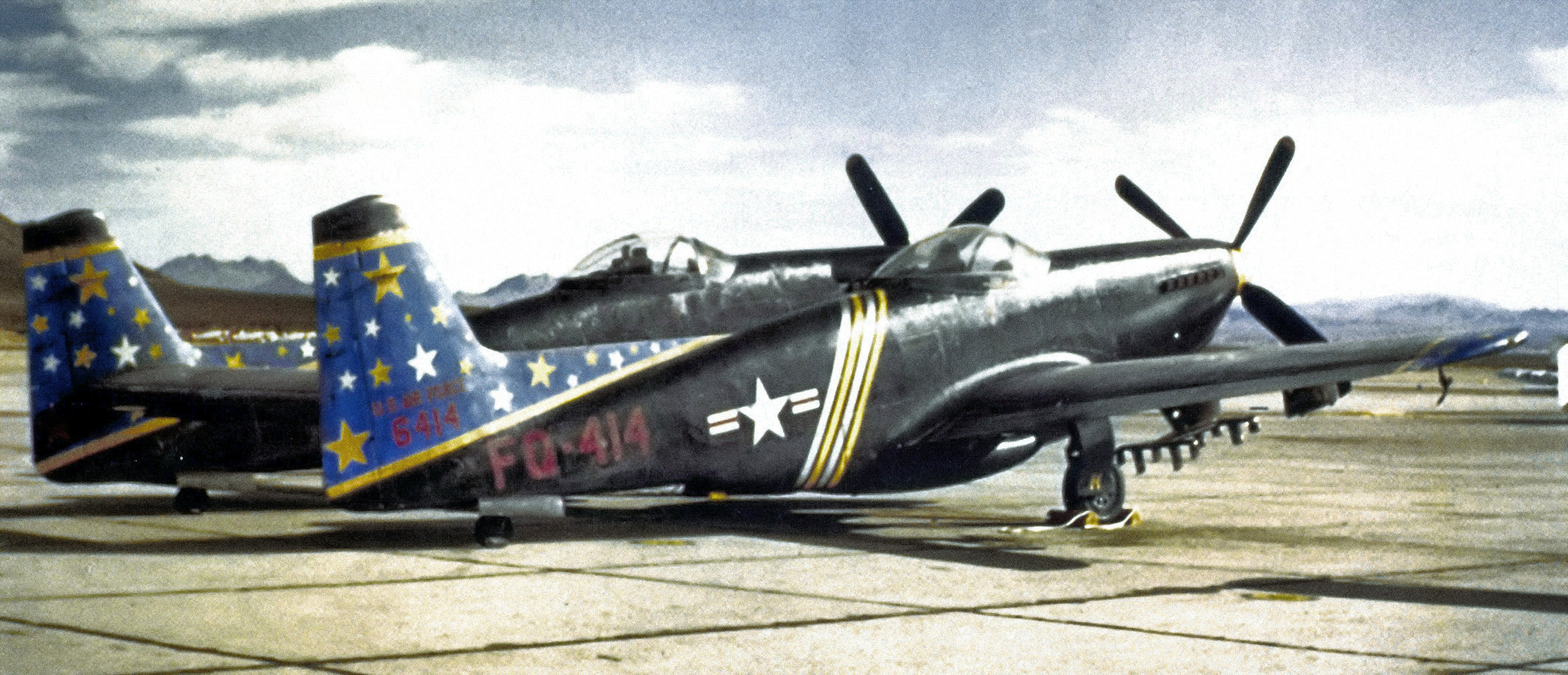
Chiếc North American F-82F Twin Mustang số hiệu 46-414 thuộc Phi đoàn Tiêm kích 27, Căn cứ Không lực Bergstrom, Texas sơn màu đen đặc trưng của máy bay tiêm kích bay đêm

Vào ngày 11 tháng 6 năm 1948, lực lượng Không quân Hoa Kỳ mới thành lập đã loại bỏ hạng máy bay P (tượng trưng cho Pursuit-máy bay cường kích) và thay thế bằng hạng máy bay F (tượng trưng cho Fighter-máy bay tiêm kích hay chiến đấu). Sau đó, tất cả những chiếc P-82 được đặt tên lại là F-82. Phiên bản F-82E là kiểu đầu tiên được đưa ra các phi đội hoạt động và được bố trí trước tiên đến Phi đoàn Tiêm kích 27 tại Căn cứ Không lực Kearney, Nebraska năm 1948. Phi đoàn 27 sử dụng những chiếc F-82E trong các phi vụ hộ tống tầm xa những máy bay ném bom B-29 Không quân Chiến lược. Chiếc F-82E tiếp tục hoạt động tích cực cho đến năm 1953, hộ tống những chiếc B-29, B-50 và B-36, trở thành những chiếc máy bay tiêm kích động cơ piston cuối cùng hoạt động trong Bộ chỉ huy Không quân Chiến lược.
Tuy nhiên, việc kết thúc xung đột của Thế Chiến II cũng đưa đến việc chấm dứt nhu cầu về một chiếc máy bay tiêm kích hộ tống ném bom tầm xa, cho dù chiếc F-82 được tiếp tục sử dụng để thay thế chiếc máy bay tiêm kích bay đêm P-61 Black Widow đã cũ kỹ.
Phiên bản máy bay tiêm kích bay đêm, ký hiệu F-82F/G, đòi hỏi nhiều biến đổi để giúp nó hoàn thành trách nhiệm mới. Bộ điều khiển máy bay của buồng lái bên phải được thay thế bằng các điều khiển radar. Đáng kể hơn là việc gắn thêm một cụm radar dài bên dưới cánh trung tâm. Trông giống như một thỏi xúc xích, và gọi một cách khiếm nhã là "long dong", cụm radar được lắp theo cách giữ cho dĩa ăn-ten của nó ở phía trước các cánh quạt của máy bay. Nó cũng cần được treo bên dưới cánh để tránh nhiễu với sáu khẩu súng máy 0,50 in bố trí trong cánh trung tâm. Đáng ngạc nhiên là, cách bố trí bất thường như vậy chỉ ảnh hưởng chút ít đến tốc độ và tính năng của máy bay. Một điều nữa là cụm radar có thể vứt bỏ trong trường hợp khẩn cấp hay phải hạ cánh bằng bụng, và đôi khi bị rơi mất do cơ động với gia tốc G quá cao.
Những chiếc phiên bản F-82F/G bắt đầu được đưa đến các phi đội hoạt động vào cuối năm 1948. Đến giữa năm 1949 F-82 được sử dụng rộng rãi với khoảng 225 chiếc thuộc các phiên bản E/F/G được sử dụng bởi Không quân Hoa Kỳ tại các căn cứ không quân Bergstrom, Hamilton, McChord, Mitchel và McGuire. F-82G cũng được bố trí cho Phi đoàn Tiêm kích 347 tại Nhật Bản. Những chiếc F-82 được cải tiến để hoạt động trong thời tiết lạnh (F-82H) được bố trí đến Căn cứ Không quân Ladd, Alaska, và chúng đã xuất hiện một đoạn ngắn trong phim "Top of the World"  (1955).

### Chiến tranh Triều Tiên
Mặc dù lỡ mất cơ hội được tham gia chiến đấu ở Thế Chiến II, chiếc F-82G tiếp tục nổi bật trong Chiến tranh Triều Tiên. Vào tháng 6 năm 1950, lực lượng quân đội Mỹ tại Seoul, Nam Triều Tiên dự định di tản các công dân Hoa Kỳ, gồm nhiều phụ nữ và trẻ em, trước sự tấn công của Quân đội Bắc Triều Tiên. Có tổng cộng 682 công dân được sơ tán vào ngày 26 tháng 6 trên chiếc tàu vận tải Na Uy Reinholte, lúc đó đang ghé lại cảng Inchon và chuyên chở họ đến Sasebo, Nhật Bản. Những công dân còn lại sẽ được di tản ngày hôm sau bởi một máy bay vận tải C-54 của Không quân. Lo sợ rằng Không quân Bắc Triều Tiên sẽ cố bắn rơi chiếc máy bay vận tải (một chiếc C-54 đã bị phá hủy trên mặt đất tại phi trường Kimpo bởi máy bay tiêm kích Bắc Triều Tiên vào ngày 25 tháng 6), Không quân đã yêu cầu có sự yểm trợ từ trên không bảo vệ chiếc máy bay trong khi cất cánh. Cũng có sẵn những chiếc F-80 Shooting Star, nhưng những động cơ phản lực khát nhiên liệu làm cho chúng chỉ có thể bay bên trên sân bay trong vòng vài phút trước khi phải quay lại căn cứ, và không có sẵn chiếc P-51 Mustang nào.
May mắn thay, các phi đội Tiêm kích mọi thời tiết số 4 và 339 có những chiếc F-82G trú đóng ở Nhật Bản và Okinawa tại các sân bay Misawa và Yokota, cũng như phi đội 68 đặt căn cứ tại sân bay Itazuke. Dưới sự chỉ huy của Trung tá John F. Sharp, 27 chiếc F-82G trong tổng số 35 máy bay có mặt tại khu vực đã đáp ứng lời kêu gọi. Đến nơi vào buổi sáng sớm, chúng lượn vòng quanh sân bay Kimpo trong ba nhóm bay, mỗi nhóm bên trên nhóm kia. Bất ngờ vào lúc 11 giờ 50 phút, một đội bay hỗn hợp năm chiếc tiêm kích Bắc Triều Tiên (gồm những chiếc Yak-9, Yak-11 và La-7 do Xô Viết chế tạo) xuất hiện và hướng đến phi trường. Một trong những chiếc Yak-9 lập tức bắn trúng nhiều phát vào đuôi máy bay của Trung úy Charles Moran thuộc Phi đội 68. Lát sau, Trung úy William G. "Skeeter" Hudson, cũng thuộc Phi đội 68 cơ động một vòng lượn gắt để nghênh chiếc chiếc Yak, và nhanh chóng bám đuôi nó. Anh bắn một loạt ngắn súng máy 0,50 in ở khoảng cách gần, và chiếc Yak lộn gắt về bên phải. Một loạt đạn thứ hai bắn trúng cánh phải chiếc Yak, làm bốc cháy thùng nhiên liệu cũng làm rơi như cánh tà và cánh nhỏ bên phải. Viên phi công Bắc Triều Tiên thoát ra, nhưng viên hoa tiêu có lẽ đã chết hay bị thương nặng nên còn kẹt lại trong chiếc máy bay. Khi nhảy dù xuống phi trường Kimpo, viên phi công Bắc Triều Tiên lập tức bị các binh sĩ Nam Triều Tiên bao vây. Thật ngạc nhiên là anh ta rút súng lục ra và bắn trả, nên bị bắn chết. Chốc lát sau, Trung úy Moran cũng bắn rơi một chiếc La-7 trên bầu trời sân bay, trong khi cách đó vài dặm Thiếu tá James W. Little, chỉ huy trưởng Phi đội 339 cũng bắn rơi một chiếc La-7 nữa. Chiếc máy bay C-54 đã có thể bay thoát an toàn. Trong tổng số năm máy bay tiêm kích Bắc Triều Tiên chỉ có hai chiếc quay về căn cứ. Trong quá trình này, Trung úy William G. "Skeeter" Hudson, cùng sĩ quan radar là Trung úy Carl Fraiser được công nhận đã có chiến công không chiến đầu tiên của Chiến tranh Triều Tiên.
Người ta tin rằng chiếc máy bay mà Hudson và Fraiser lái hôm đó là chiếc F-82G tên "Bucket of Bolts" (số hiệu 46-383), vì chiếc máy bay họ thường sử dụng đang được sửa chữa. Chiếc "Bucket of Bolts" vẫn sống sót sau Chiến tranh Triều Tiên rồi được bố trí nhiệm vụ tiêm kích hộ tống tại Alaska. Nó được tin là đã bị tháo dỡ tại căn cứ không quân Ladd, Alaska vào năm 1953.
1951 là năm cuối cùng mà chiếc F-82 hoạt động tại Triều Tiên, vì nó dần được thay thế bởi chiếc máy bay phản lực F-94 Starfire. Twin Mustang tiêu diệt được 20 máy bay địch, bốn chiếc trên không và 16 chiếc trên mặt đất trong suốt cuộc xung đột này. Đến mùa Hè năm 1952, những chiếc F-82 cuối cùng còn lại trong Chiến tranh Triều Tiên bay đến Tachikawa, Nhật Bản để được nâng cấp lên phiên bản F-82H trang bị thêm các thiết bị để bay trong thời tiết lạnh và chống đóng băng. Nhiều chiếc trong số đó kết thúc phục vụ với Bộ chỉ huy Không quân Chiến lược tại các sân bay ở Alaska nơi chúng phục vụ như những máy bay hộ tống cho những chiếc máy bay ném bom Convair B-36 khổng lồ trong những chuyến bay dài trên Bắc Băng Dương. Những chiếc F-82 phục vụ cho Không quân Hoa Kỳ đến tận năm 1953, khi sự thiếu hụt phụ tùng và thời gian bay quá lâu khiến chúng không thể tiếp tục bay. Nhiều chiếc sau đó đã bị tháo dỡ tại Alaska.

## Kỷ lục lập được
Vào ngày 27 tháng 2 năm 1947, một chiếc P-82B (số hiệu 44-65168) tên "Betty Jo" lập kỷ lục khi bay không dừng từ Hawaii đến New York không tiếp thêm nhiên liệu, một khoảng cách 5.051 dặm trong vòng 14 giờ 32 phút (tốc độ trung bình 347,5 dặm mỗi giờ). Cho đến nay, đó là chuyến bay không dừng dài nhất do một máy bay chiến đấu động cơ piston thực hiện (kỷ lục chuyến bay không dừng dài nhất do một máy bay động cơ piston thuộc về chiếc Rutan Voyager), và là thời gian nhanh nhất mà một khoảng đường xa như vậy có thể bay bởi một máy bay động cơ piston thực hiện. Cũng cần biết là chiếc máy bay Twin Mustang được chọn thuộc phiên bản "B" trang bị các động cơ Rolls-Royce Merlin.

## Các phiên bản

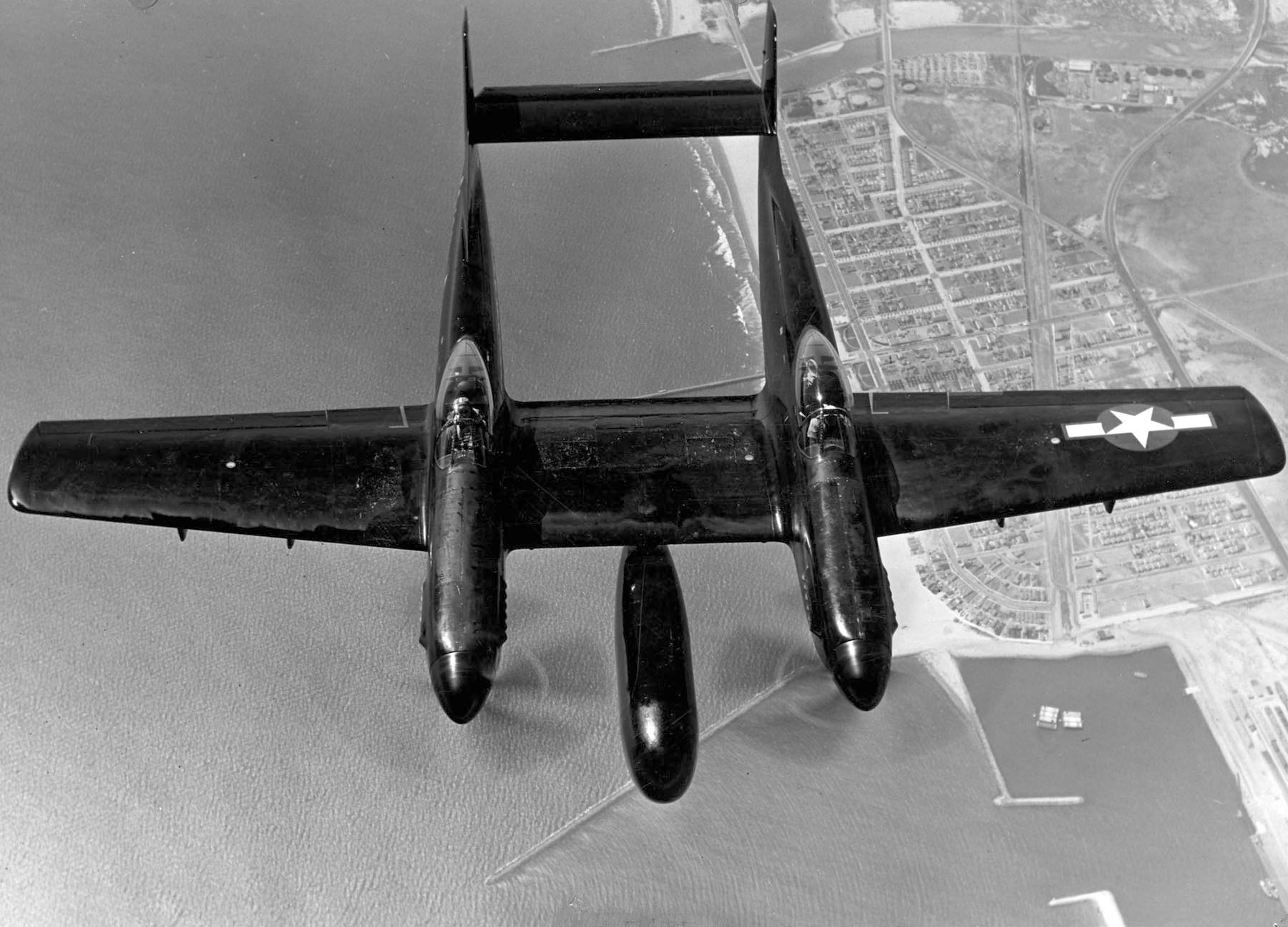
Chiếc P-82C số hiệu 44-65169 sơn màu đen đặc trưng máy bay tiêm kích bay đêm. Lưu ý chỗ lồi to mang radar dưới cánh.

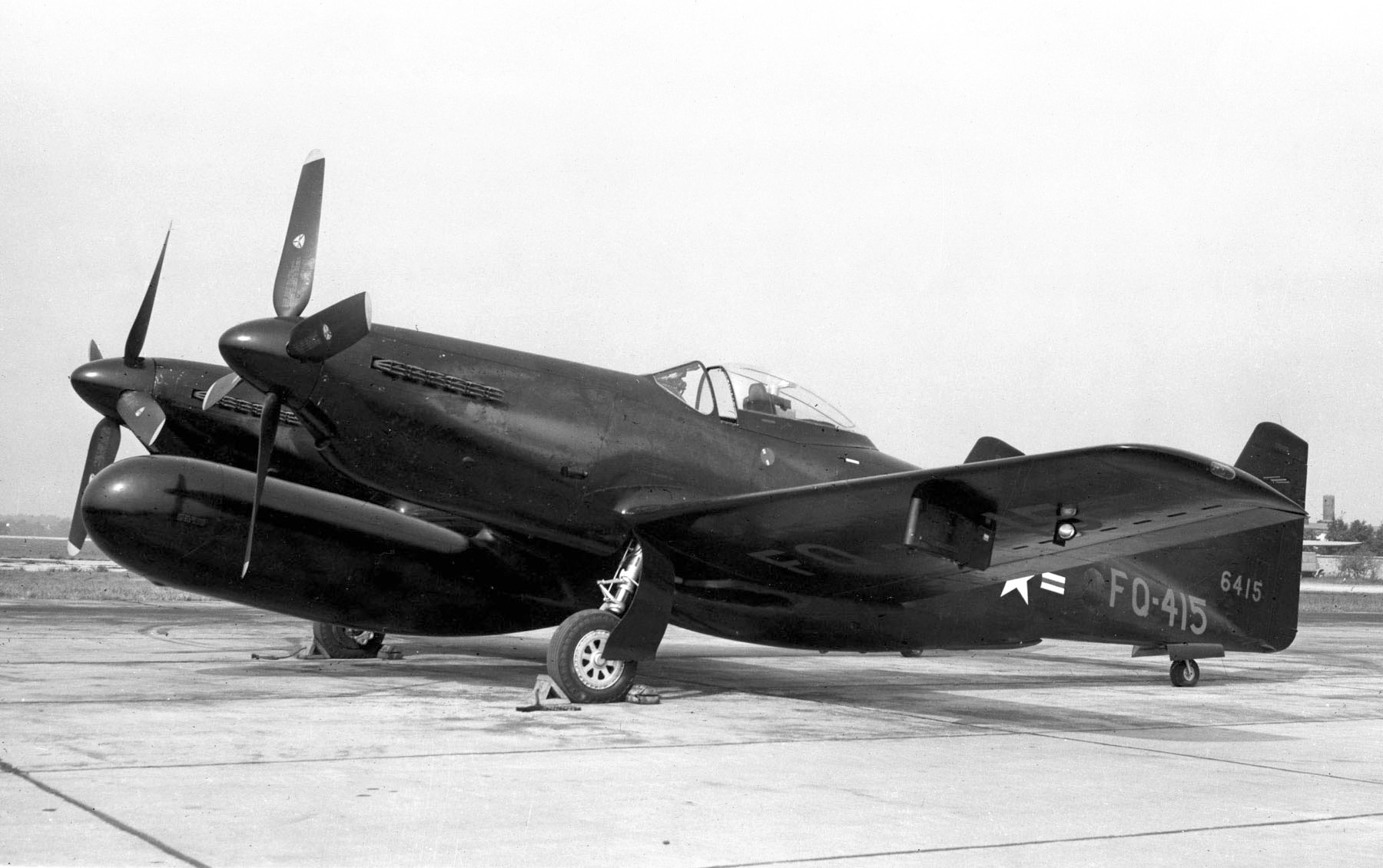
Máy bay tiêm kích bay đêm North American F-82F Twin Mustang số hiệu 46-415

NA-123
Thiết kế phát triển căn bản. Thiết kế NA-123 được giới thiệu bởi North American Aircraft cho Không lực Lục quân Hoa Kỳ vào tháng 2 năm 1944. Là kiểu thiết kế một máy bay tiêm kích tầm xa xâm nhập sâu vào lãnh thổ đối phương. Vai trò trước mắt là để hộ tống các máy bay ném bom B-29 Superfortress sử dụng tại Mặt trận Thái Bình Dương chống lại Nhật Bản. Không lực Mỹ lập tức tán thành. Một hợp đồng chế tạo và thử nghiệm bốn chiếc máy bay thử nghiệm XP-82 (đặt tên là P-82) được đưa ra cùng tháng, mở đường cho việc đặt hàng 500 máy bay.
XP-82 / XP-82A
Chiếc nguyên mẫu. Không lực Mỹ chấp nhận chiếc nguyên mẫu XP-82 đầu tiên vào tháng 8 năm 1945 và chiếc thứ hai vào tháng 9. Cả hai được trang bị động cơ Packard Merlin V-1650-23 và -25. Chiếc máy bay thử nghiệm thứ ba, đặt tên XP-82A, có hai động cơ Allison V-1710-119. Nó được chấp nhận vào tháng 10 năm 1945. Không có bằng chứng nào cho thấy chiếc XP-82A đã từng thực sự bay được vì những vấn đề với kiểu động cơ Allison. Chiếc nguyên mẫu XP-82A thứ tư (số hiệu 44-83889) bị hủy bỏ.

Trong giai đoạn đầu, người ta dự đoán là một khi chiến tranh chấm dứt, hãng Packard Motor Car Company sẽ không tiếp tục sản xuất kiểu động cơ V-1650 Merlin. Thêm vào đó, nền kinh tế Anh bị thiệt hại trầm trọng và hãng Rolls Royce buộc phải thu một khoản lệ phí giấy phép nhượng quyền đáng kể trên kiểu động cơ Merlin do Packard sản xuất. Sự gia tăng này, cùng với ý muốn của Không lực phát triển một kiểu động cơ làm mát bằng nước do Mỹ thiết kế, đã đưa đến quyết định chuyển sang sử dụng động cơ Allison. Hậu quả là, động cơ V-1710-119 được dành cho chiếc nguyên mẫu thứ ba và thứ tư. Tất cả những chiếc F-82 được sản xuất còn lại đều được trang bị động cơ Allison.
P-82B
Phiên bản dự định sản xuất. Với sự kết thúc của Thế Chiến II, kế hoạch sản xuất được cắt giảm đáng kể. Đối với kế hoạch 500 chiếc P-82B dự định ban đầu, một quyết định vào ngày 7 tháng 12 năm 1945 cắt giảm còn 270 chiếc P-82, bao gồm 20 chiếc P-82B đã đặt hàng và sau này chuyển làm máy bay thử nghiệm đặt tên là P-82Z. Không lực Mỹ chấp nhận mọi chiếc P-82Z vào năm tài chính 1947. Những chiếc P-82B về căn bản tương tự như chiếc XP-82, nhưng được trang bị thêm các đế dưới cánh.
P-82C
Phiên bản máy bay tiêm kích bay đêm. Một chiếc P-82B, (số hiệu 44-65169) được cải tiến vào cuối năm 1946, để thử nghiệm làm máy bay tiêm kích bay đêm. Chiếc P-82C được trang bị một cụm thân mới (bên dưới phần cánh giữa) chứa radar SCR-720. Đây là kiểu radar cũng được trang bị cho chiếc Northrop P-61 Black Widow, một kiểu máy bay tương đối to hơn có những vấn đề về khoảng sáng hoạt động đối với cánh quạt của động cơ. Buồng lái bên phải trở thành vị trí của người điều khiển radar.
P-82D
Phiên bản máy bay tiêm kích bay đêm. Một chiếc P-82B khác (số hiệu 44-65170) được cải tiến với một kiểu radar khác, APS-4. Kiểu APS-4 nhỏ hơn nhiều so với SCR-720, và hoạt động ở dãi tần ba centi-mét. Giống như chiếc P-82C, buồng lái bên phải cũng là vị trí của người điều khiển radar.
P-82E
Phiên bản máy bay tiêm kích hộ tống. Chiếc F-82E tiếp nối F-82B, và khá giống nhau. Nó được trang bị hai động cơ kiểu Allison làm mát bằng nước, V-1710-143 và V-1710-145, có cánh quạt xoay ngược chiều nhau. Bốn chiếc F-82E đầu tiên được đặt tên lại là F-82A và được sử dụng để thử nghiệm động cơ. Sau khi vệc sản xuất bị trì hoãn vì những vấn đề của động cơ và thử nghiệm bổ sung, F-82E được đưa vào hoạt động từ tháng 5 năm 1948. Những chiếc F-82E được Bộ chỉ huy Không quân Chiến lược cho nghỉ hưu bắt đầu từ tháng 3 năm 1950.
P-82F/G/H
Phiên bản máy bay tiêm kích bay đêm. Một cụm thân mới bên dưới phần cánh giữa chứa thiết bị radar (kiểu ANIAPG28 trên chiếc F-82F và kiểu SCR-720C18 trên chiếc F-82G); hệ thống lái tự động; và một sĩ quan điều khiển radar thay cho phi công thứ hai. Khi các thiết bị hàn đới hóa được trang bị cho các phiên bản F hay G, nó trở thành phiên bản F-82H. Nó được đưa vào hoạt động từ tháng 9 năm 1948, việc giao hàng tiến hành từ tháng 2 năm 1948 đến tháng 3 năm 1949. Đến giữa năm 1950, các đơn vị thuộc Bộ chỉ huy Không quân Phòng không bắt đầu thay thế F-82 bằng kiểu F-94, và đến đầu năm 1951, vài chiếc Twin-Mustang còn lại trong Bộ chỉ huy Không quân Phòng không trở thành mục tiêu giả lập được kéo theo. Những chiếc F-82 được rútra khỏi chiến đấu tại Chiến tranh Triều Tiên vào tháng 2 năm 1952 nán lại lâu hơn trong phục vụ. Sau tháng 6 năm 1953, không còn chiếc F-82 nào phục vụ trong Không quân, Không lực Vệ binh Quốc gia hay Không quân Trừ bị Hoa Kỳ.

## Các nước sử dụng
Hoa Kỳ
- Không lực Lục quân Hoa Kỳ
- Không quân Hoa Kỳ

## Đặc điểm kỹ thuật (F-82G)

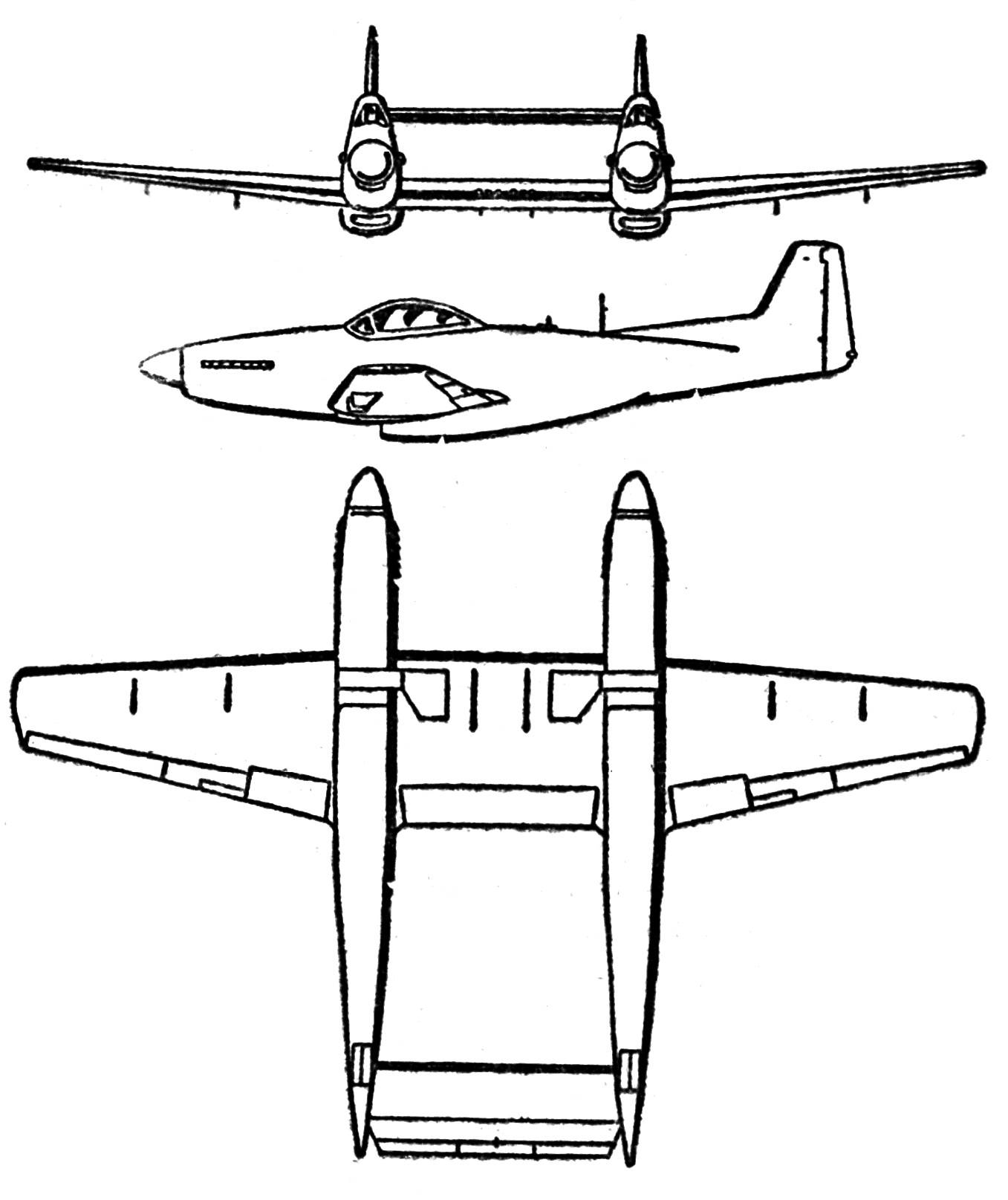
North American F-82

Tham khảo: GlobalSecurity.org

### Đặc tính chung
- Đội bay: 02 người
- Chiều dài: 12,93 m (42 ft 9 in)
- Sải cánh: 15,62 m (51 ft 3 in)
- Chiều cao: 4,22 m (13 ft 10 in)
- Diện tích bề mặt cánh: 37,90 m² (408 ft²)
- Trọng lượng không tải: 7.271 kg (15.997 lb)
- Trọng lượng cất cánh tối đa: 11.632 kg (25.591 lb)
- Động cơ: 2 x động cơ Allison V-1710 -143/145 V12 làm mát bằng nước, công suất 1.600 mã lực (1.200 kW) mỗi động cơ

### Đặc tính bay
- Tốc độ lớn nhất: 740 km/h (400 knot, 460 mph) ở 6.400 m (21.000 ft)
- Tầm bay tối đa: 3.605 km (1.950 nm, 2.250 mi)
- Trần bay: 11.855 m (38.900 ft)

### Vũ khí
- 6 x súng máy Browning M2 12,7 mm (0,50 in)
- 25 × rocket 127 mm (5 in)
- 1.900 kg (4.000 lb) bomb

## Nội dung liên quan

### Máy bay liên quan
- P-51 Mustang

### Máy bay tương tự
- de Havilland Mosquito
- de Havilland Hornet
- Grumman F7F Tigercat
- Heinkel He 111Z-1 - một kiểu máy bay "kép"
- Heinkel He 219
- Savoia-Marchetti SM.92
- Messerschmitt Bf 109Z - một kiểu máy bay "kép" khác
- Messerschmitt Me 609
- P-61 Black Widow

### Trình tự thiết kế
- Không lực Lục quân Hoa Kỳ trước năm 1948:
  - XP-79 - P-80 - XP-81 - P-82 - XP-83 - P-84 - XP-85
- Không quân Hoa Kỳ sau năm 1948:
  - F-80 - F-81 - F-82 Twin Mustang - F-83 - F-84 - XF-85 - F-86

### Danh sách liên quan
- Danh sách máy bay trong Chiến tranh Thế giới II
- Danh sách máy bay chiến đấu
- Danh sách máy bay quân sự Hoa Kỳ